# Марк Валес
Марк Валес Гонсалес (кат. Marc Vales Gonzalez; нар. 4 квітня 1990, Ліс-Ескальдес, Андорра) — андоррський футболіст, півзахисник норвезького клубу «Саннефіорд» і національної збірної Андорри.

## Біографія

### Клубна кар'єра
Почав кар'єру в п'ятнадцятирічному віці у складі команди «Сан-Жулія», яка виступала в чемпіонаті Андорри. Наступний сезон Валес провів в «Андоррі», яка виступала у сьомому за силою дивізіоні Іспанії. Влітку 2007 року приєднався до іспанського клубу «Сабадель», де виступав за молодіжну команду. Наступного року Валес став гравцем другої команди «Еівісса-Ібіса» з Терсери (четвертий за значимістю дивізіон Іспанії). Сезон 2008/09 став останнім в історії «Еівісса-Ібіца Б», оскільки після вильоту основної команди з Сегунди Б (третій за силою дивізіон), її фарм-клуб був розформований.
У зв'язку з цим Валес перейшов у «Бінефар». Команда за підсумками сезону 2008/09 опинилася в зоні вильоту і покинула Терсеру. Наступні два роки андоррець провів у «Атлетіко Монсон», який виступав у Терсері. У 2011 році приєднався до «Атлетіко Балеарес» з Сегунди Б. Через рік став гравцем іншого клубу Сегунди Б — третьої команди мадридського «Реалу», підписавши дворічний контракт. У 2013 році читачі порталу Andosport вибрали Марка Валеса кращим спортсменом-чоловіком 2013 року. Покинув стан «Реалу» у вересні 2013 року.
Другу половину сезону 2013/14 провів в «Андоррі». Влітку 2014 року став гравцем клубу «Реал Сарагоса Б», який за підсумками сезону вилетів із Сегунди Б. У сезоні 2015/16 перебував у складі «Оспіталета», який також виступав у Сегунді Б.
Влітку 2016 року став гравцем фінського клубу «СІК». Дебют у чемпіонаті Фінляндії відбувся 10 серпня 2016 року на виїзді проти «ВПС» (1:2). Валес вийшов на поле на початку другого тайму замість івуарійця Абдулая Мейте. За підсумками сезону «СІК» став бронзовим призером чемпіонату Фінляндії і вперше в своїй історії став володарем Кубка країни. У фіналі турніру «СІК» переміг «ГІК» в серії пенальті (1:1 основний час і 7:6 по пенальті). Валес зумів реалізувати свій одинадцятиметровий удар.
Ця перемога дозволила клубу зіграти в Лізі Європи. Команда стартувала в першому кваліфікаційному раунді проти ісландського «Рейк'явіка». Гра на виїзді завершилася нульовою нічиєю, а домашня зустріч — поразкою (0:2). У вересні 2017 року команда Валеса поступилася у фіналі Кубка Фінляндії «ХІКу» з мінімальним рахунком (0:1).
Влітку 2018 року Валес підписав контракт з норвезьким «Саннефіордом». У складі команди дебютував 5 серпня 2018 року в рамках чемпіонату Норвегії проти «Волеренги» (2:2). За підсумками сезону 2018 року «Саннефіорд» посів останнє 16 місце і вилетів в Перший дивізіон.
Втім, клуб повернувся до еліти у 2020 році, зайнявши за підсумками сезону 13-е місце, яке дало команді право залишитися в еліті норвезького футболу на наступний рік.

### Кар'єра в збірній
Виступав за юнацьку збірну Андорри до 17 років і провів у її складі шість матчів. За збірну до 19 років зіграв також в шести іграх. З 2009 по 2011 рік був гравцем молодіжної збірної Андорри до 21 року, де зіграв у семи матчах.
У національній збірній Андорри дебютував 26 березня 2008 року в сімнадцятирічному віці у товариському матчі проти Латвії (0:3), Валес вийшов на 89-й хвилині замість Жозепа Айяли.
11 жовтня 2019 року його перший гол за Андорру приніс перемогу над Молдовою з рахунком 1:0 ― першу перемогу в рамках кваліфікацій на чемпіонати Європи в історії Андорри.

## Досягнення
- Володар Кубка Фінляндії (1) : 2016
- Фіналіст Кубка Фінляндії (1) : 2017
- Бронзовий призер чемпіонату Фінляндії (1) : 2016

## Поилання
- Профіль на офіційному сайті ФК «Саннефіорд» [Архівовано 15 квітня 2021 у Wayback Machine.]
- Профіль на сайті ФК «Реал Мадрид»
- El internacional número 20 [Архівовано 1 травня 2021 у Wayback Machine.]
- Марк Валес на сайті transfermarkt.com (англ.)